# John Opie

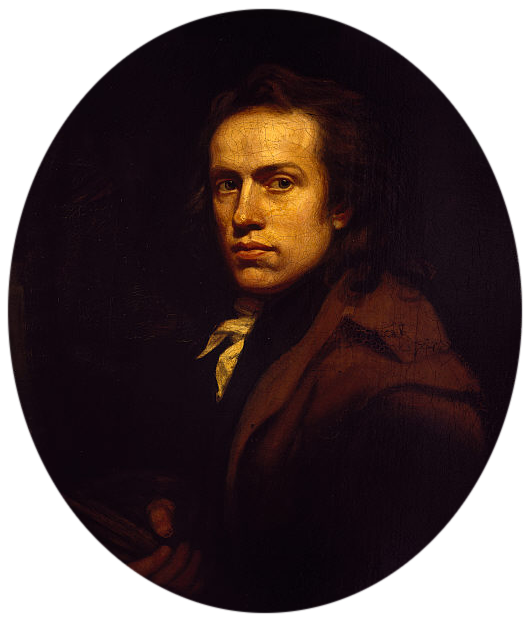
Selbstporträt (1789)

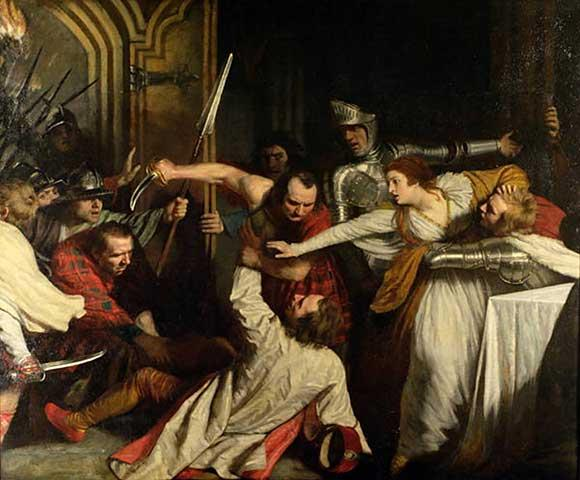
The Murder of Rizzio, 1787

John Opie PRA (* 16. Mai 1761 in Trevellas, Cornwall, England; † 9. April 1807 in Westminster, England) war ein kornischer Geschichts- und Porträtmaler. Er malte viele bedeutende Männer und Frauen seiner Zeit, darunter Mitglieder der Britischen Königsfamilie, Künstler und Literaten.

## Leben und Werk
Opie wurde in Trevellas nahe Truro in Cornwall, England als jüngstes von fünf Kindern von Zimmermeister Edward Opie und dessen Frau Mary (geb. Tonkin) geboren. Schon in jungen Jahren zeigte er ein besonderes Talent für die Malerei und die Mathematik. Im Alter von zwölf Jahren beherrschte er Euklids Werk und eröffnete eine Abendschule für arme Kinder, wo er ihnen Lesen, Schreiben und Arithmetik beibrachte. Sein Vater unterstützte Opie bei der Förderung seiner Talente jedoch nicht und schickte ihn stattdessen in seinem eigenen Gewerbe, dem Zimmermannshandwerk, in die Lehre.
Schließlich wurde der ortsansässige Arzt und Satiriker Dr. John Wolcot (Peter Pindar) auf Opies künstlerische Fähigkeiten aufmerksam und besuchte ihn in der Sägemühle, in der er 1775 arbeitete. Wolcot erkannte Opies großes Talent und wurde dessen Mentor. Er kaufte ihn aus seiner Lehre und drängte ihn dazu, zu ihm nach Truro zu ziehen. Durch Wolcot erhielt er unschätzbare Ermutigung, Rat, sein Schulgeld und praktische Hilfe beim Fortschritt seiner frühen Karriere.
1781 zog Opie zusammen mit Wolcot nach London, nachdem er auf verschiedenen Reisen durch Cornwall beachtliche Erfahrungen als Porträtist gesammelt hatte. Dort wohnten sie zusammen, nachdem sie formell eine Übereinkunft über die Verteilung der Gewinne aus der Malerei getroffen hatten. Obwohl Opie von Wolcot eine umfassende künstlerische Ausbildung erhalten hatte, entschied der Doktor sich dazu, ihn als autodidaktisches Wunderkind darzustellen; Das Porträt eines Jungen, das im vorangegangenen Jahr in der Society of Artists gezeigt worden war, wurde in einem Katalog als „Beispiel für ein Genie, wie es ein Gemälde noch nie gesehen hat“ beschrieben. Wolcot machte das „kornische Wunder“ mit potentiellen Patronen und führenden Künstlern bekannt, darunter Sir Joshua Reynolds, der Opie mit Caravaggio und Velázquez verglich. Die Geschäftsabrede zwischen Wolcot und Opie war auf ein Jahr befristet. nach dessen Ablauf Opie seinen Mentor wissen ließ, dass er fortan eigene Wege gehen wolle, was zur Entfremdung der beiden ehemaligen Partner führte.
Über den Einfluss einer gewissen Mrs. Boscawen war es Wolcot gelungen, Opie bei Hofe einzuführen. König Georg III. erwarb eines seiner Bilder und gab ein Porträt von Mary Delany in Auftrag. Außerdem erhielt Opie Aufträge für Gemälde der Duchess und des Duke of Gloucester, der Lady Salisbury, der Lady Charlotte Talbot, der Lady Harcourt und anderer Hofdamen. Von Opies Wohnhaus bei „Orange Court“ in der Castle Street am Leicester Square hieß es, sei „jeden Tag voll von Rang und Namen“ und er sei Gegenstand des städtischen Klatsches. 1782 stellte er erstmals in der Royal Academy of Arts aus und im Dezember desselben Jahres heiratete er Mary Bunn. Die Verbindung erwies sich jedoch als eine unglückliche und wurde schließlich 1796 wieder geschieden, nachdem Mary weggelaufen war.

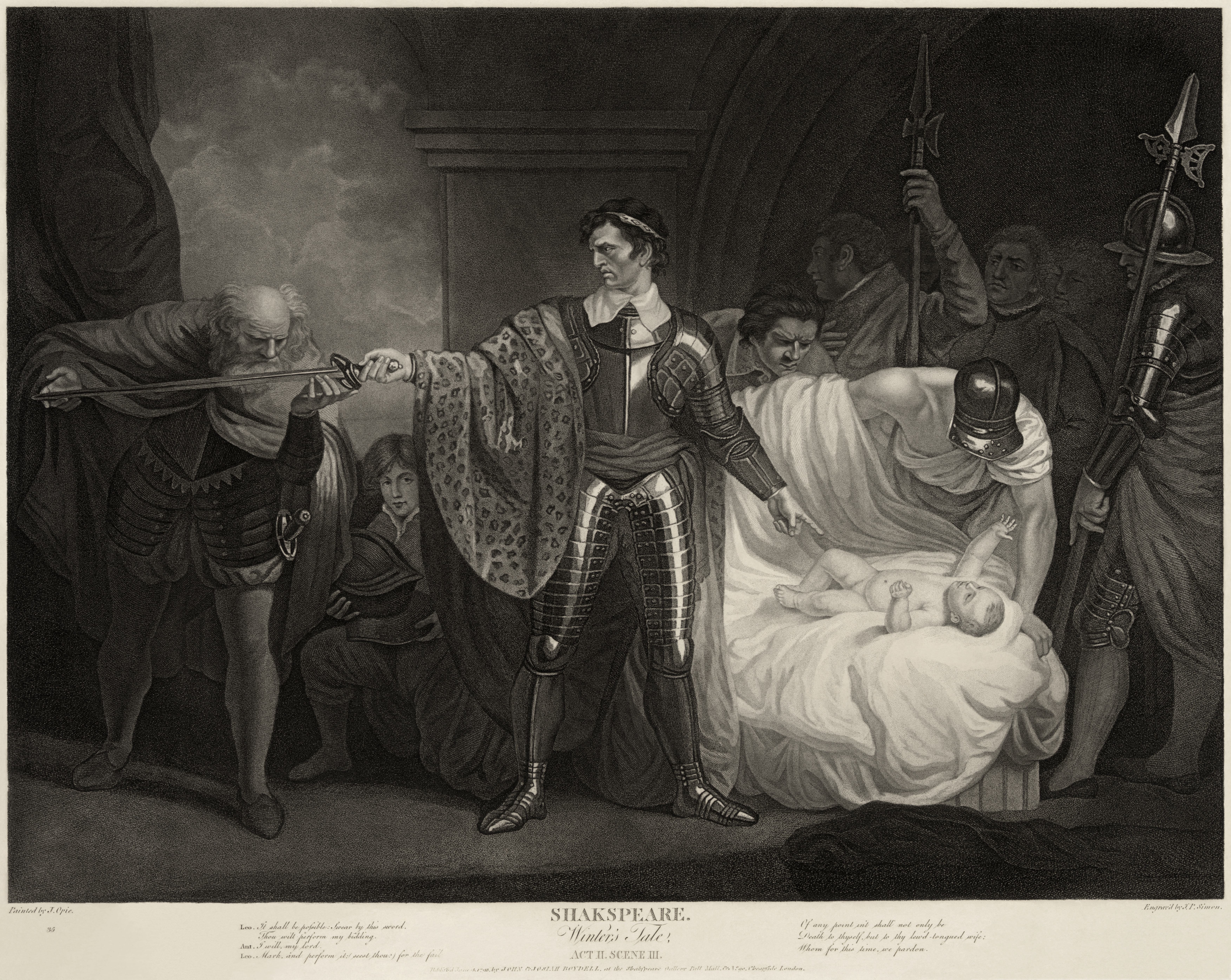
Das Wintermärchen, Akt II, Szene III, (Gravur nach Opie für die Boydell Shakespeare Gallery)

Opies Werke gerieten, nach einem anfänglichen Begeisterungssturm, schnell außer Mode. Als Reaktion darauf begann er, an der Verbesserung seiner Technik zu arbeiten, während er gleichzeitig bestrebt war, seine frühere Ausbildung durch das Studium von Latein, Französisch und englischer Literatur zu ergänzen und seine provinziellen Umgangsformen durch das Aufsuchen kultivierter und gelehrter Kreise aufzupolieren. 1786 zeigte er seine erste bedeutende historische Arbeit, das Attentat auf James I. und im folgenden Jahr die Ermordung von Rizzio, ein Werk, dessen Bedeutung durch Opies unmittelbar darauf folgende Wahl zum associate der Royal Academy honoriert wurde. Zwei Jahre später wurde er volles Mitglied der Academy. Er malte fünf Szenen für John Boydells Shakespeare Gallery; bis zu seinem Tod, variierte Opie zwischen Porträtierungen und historischen Szenen. Im Mai 1798 heiratete er Amelia Alderson, die er auf einer Party in Norfolk kennengelernt hatte, als er Arbeiten für Thomas Coke auf Holkham Hall erstellte. Zusammen wohnten sie in 8 Berners Street, wohin Opie 1791 gezogen war.
Opie malte viele bedeutenden Persönlichkeiten, darunter Mary Wollstonecraft, Samuel Johnson, Francesco Bartolozzi, John Bannister, Joseph Shepherd Munden, Charles James Fox, Edmund Burke, John Crome, James Northcote, Henry Fuseli, Thomas Girtin, Robert Southey, Samuel Parr, Elizabeth Inchbald und Mary Shelley; insgesamt 508 Gemälde, darunter die meisten in Öl und 252 anderer Beschaffenheit.

## Lehre und Schriftstellerei
1805 wurde Opie zum Professor an der Royal Academy berufen und hielt ab Mai 1806 eine Reihe von vier Vorlesungen, die nach seinem Tod 1809 zusammen Memoiren von seiner Witwe Amelie Opie als Buch veröffentlicht wurden. Einer seiner Studenten an der Academy war Henry Thomson. Opie war auch als Kunstautor durch seinen Beitrag Das Leben von Reynolds zu Wolcots Ausgabe von Matthew Pilkingtons Dictionary of Painters (Lexikon der Maler) und seinen Brief über die Kultivierung der Feinen Künste in England, in dem er für die Errichtung einer Nationalgalerie eintrat.

## Tod
Opie starb im April 1807 im Alter von 46 Jahren in seinem Haus in der Berners Street und wurde in der St Paul’s Cathedral in der Krypta neben Joshua Reynolds begraben, wie er es sich gewünscht hatte.

John Opies Gemälde
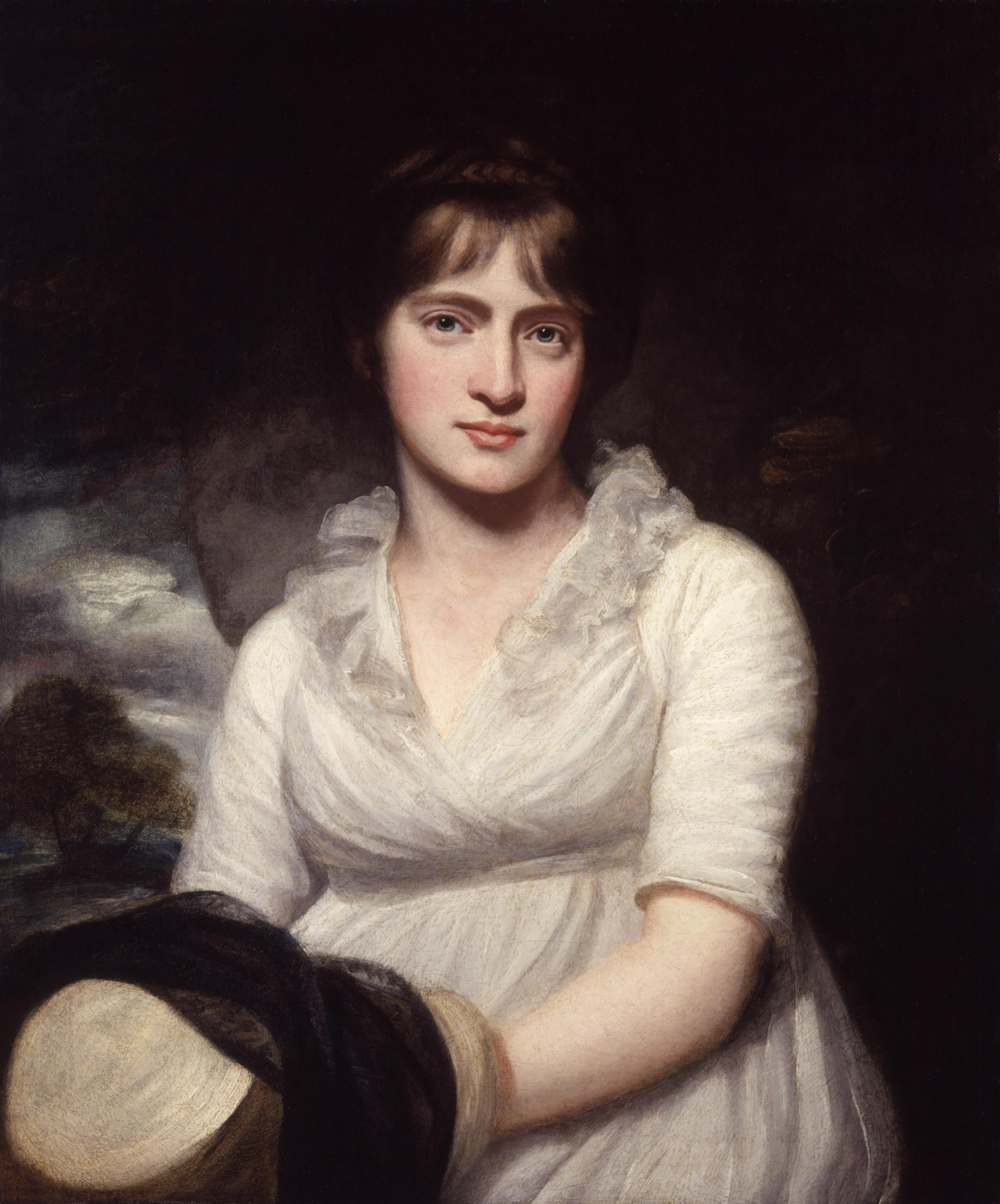
Seine Ehefrau Amelia, 1798
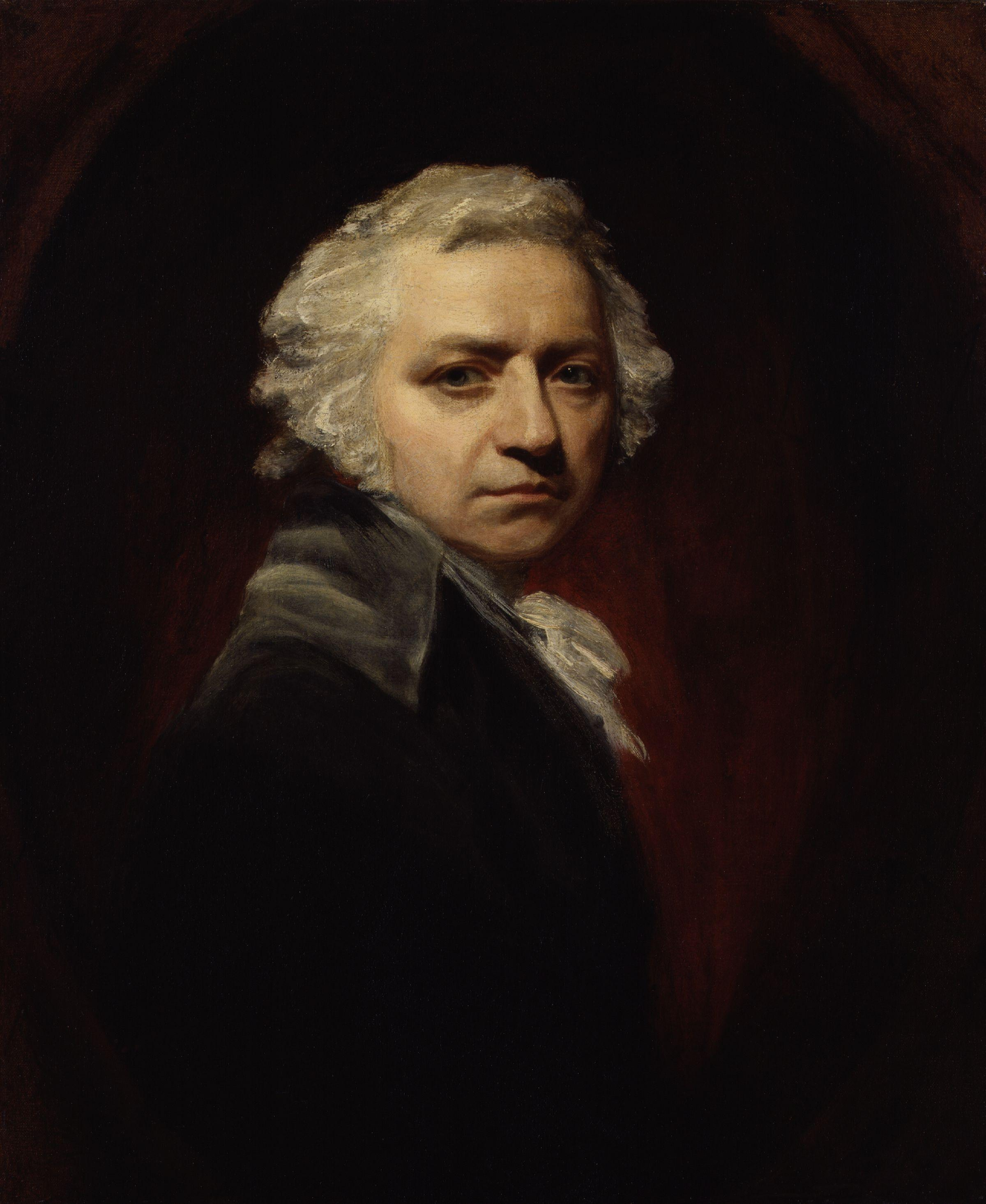
Henry Fuseli
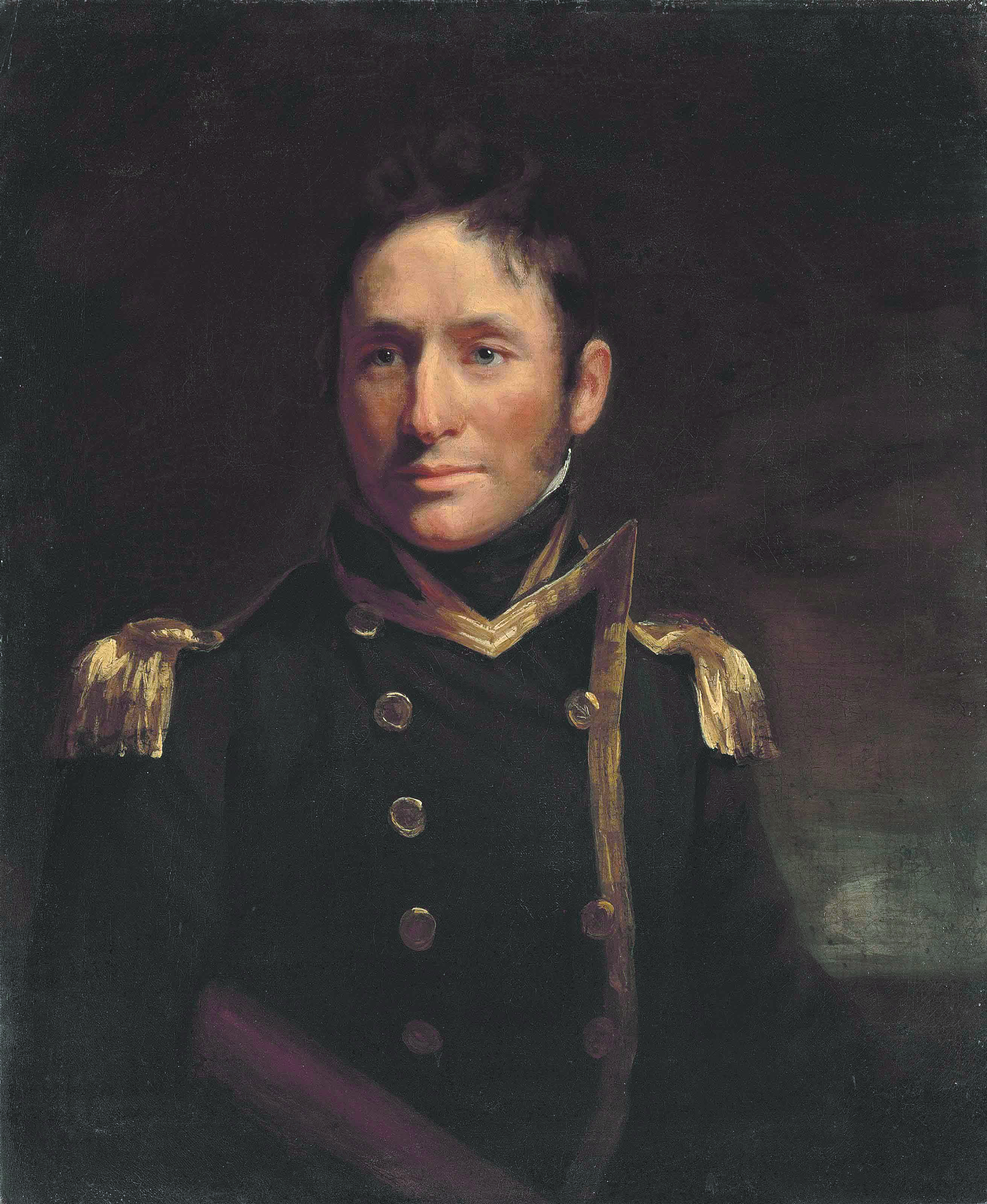
Philip Beaver, ca. 1805
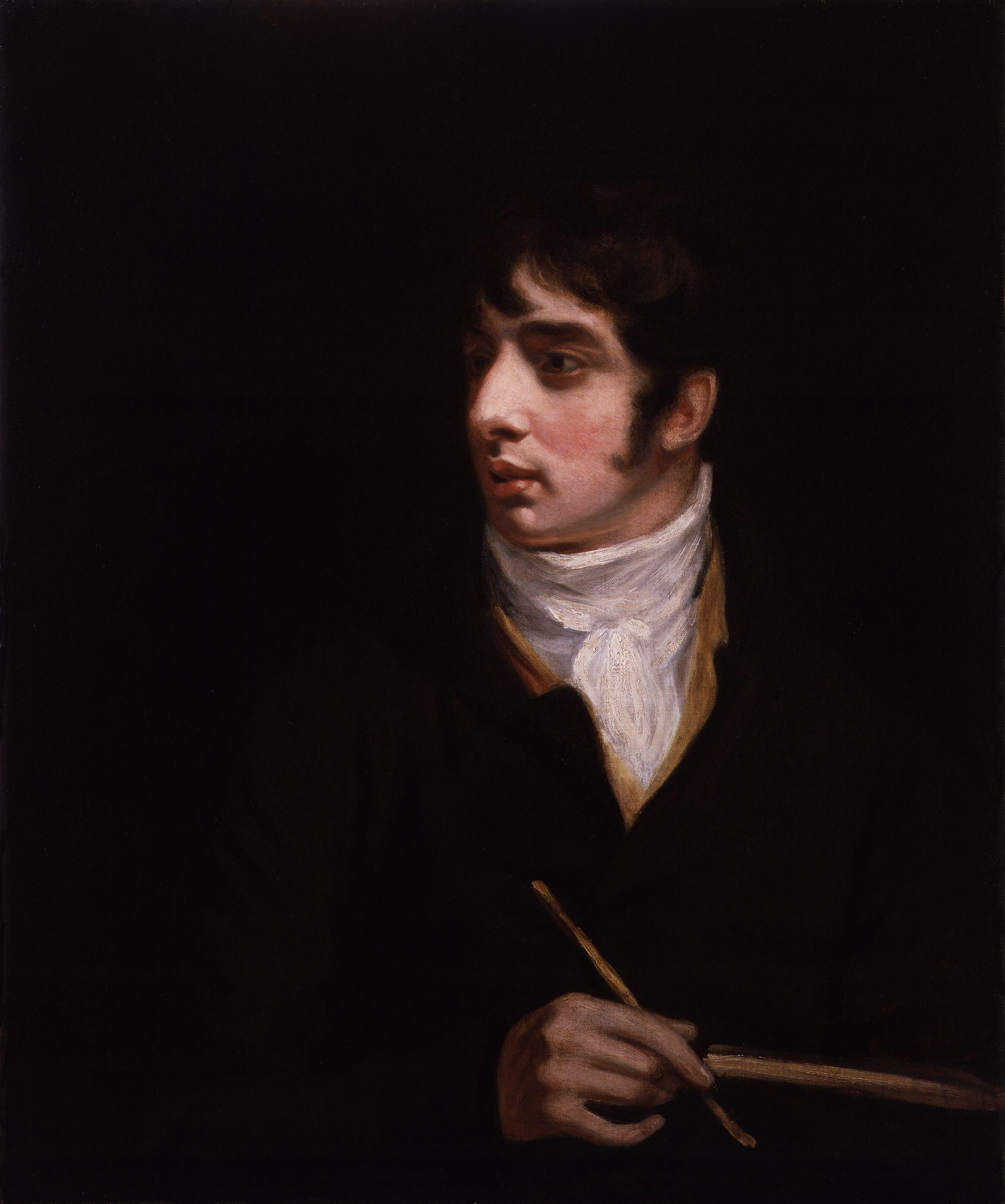
Thomas Girtin
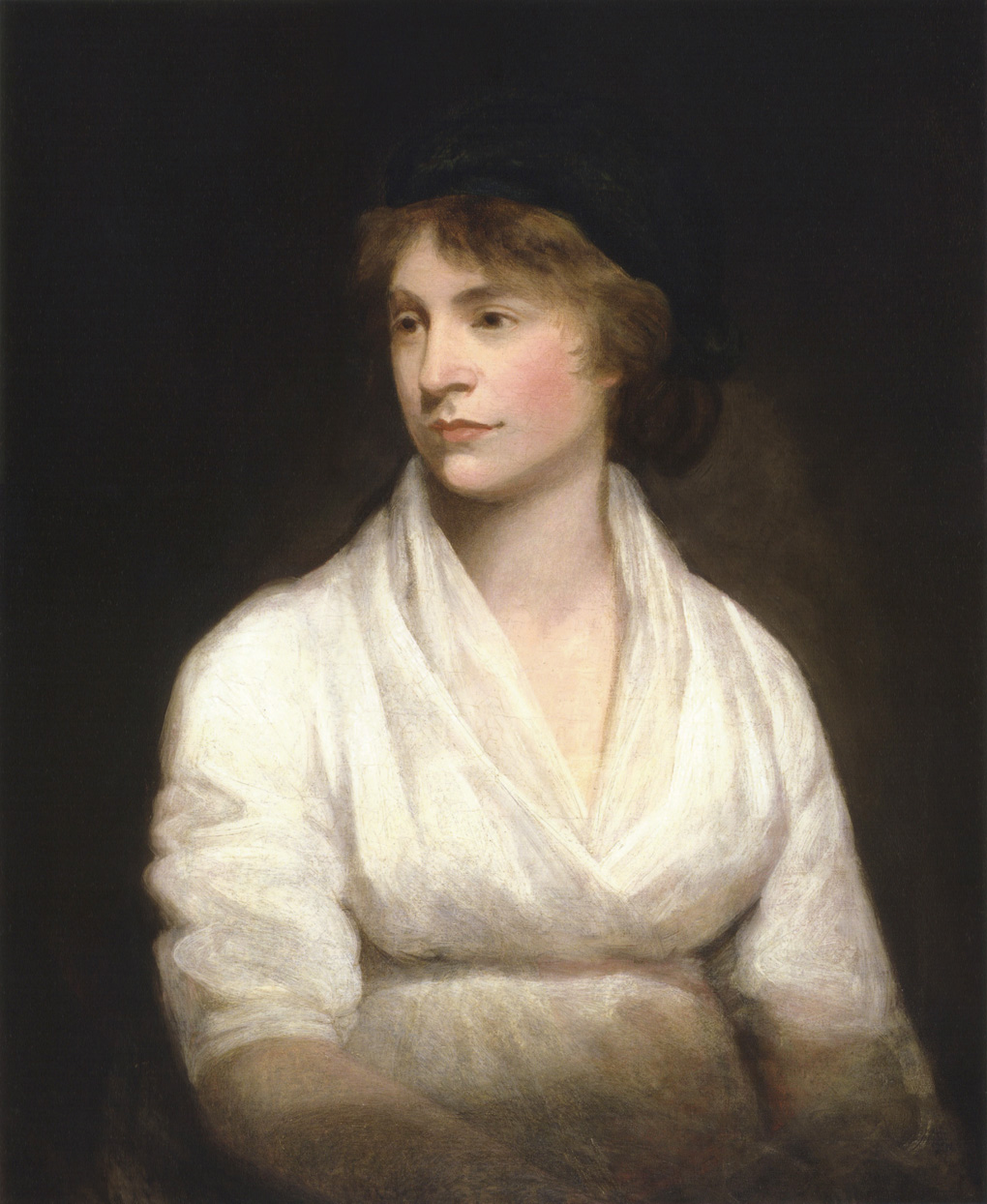
Mary Wollstonecraft